# فرودگاه ین–برنچ
فرودگاه ین–برنچ (به انگلیسی: Auxerre – Branches Aerodrome) (به زبان بومی: Aérodrome d'Auxerre - Branches) یک فرودگاه همگانی با کد یاتا AUF است که یک باند فرود آسفالت دارد و طول باند آن ۱۶۵۰ متر است. این فرودگاه در کشور فرانسه قرار دارد و در ارتفاع ۱۵۹ متری از سطح دریا واقع شده‌است.